# Tian Chengping
Tian Chengping (chinesisch 田成平; * Januar 1945 in Daming, Hebei) ist ein ehemaliger chinesischer Politiker der Kommunistischen Partei Chinas (KPCh), der unter anderem zwischen 1993 und 1997 Gouverneur von Qinghai, von 1997 bis 1999 Sekretär des Parteikomitees der Provinz Qinghai sowie zwischen 1999 und 2005 Sekretär des Parteikomitees der Provinz Shanxi war. Er war ferner von 2005 bis 2008 Minister für Arbeit und soziale Absicherung im Staatsrat der Volksrepublik China.

## Leben
Tian Chengping, dessen Vater Tian Ying Vizegouverneur der Provinz Hubei war, begann nach dem Schulbesuch 1962 ein Studium an der Fakultät für Bauingenieurwesen der Tsinghua-Universität, das er 1968 abschloss. Er wurde 1964 Mitglied der Kommunistischen Partei Chinas (KPCh) und im Zuge der Kulturrevolution zwischen 1968 und 1970 zur „körperlichen Arbeit“ zum Xihu-Bauernhof der Volksbefreiungsarmee in Huoqiucheng in der Provinz Anhui abgeordnet. Danach war er von 1970 bis 1973 als Sekretär der Sektion Öffentlichkeitsarbeit der Chemiefabrik Shengli in der Provinz Shandong und in Personalunion Sekretär des Parteikomitees dieser Sektion sowie im Anschluss zwischen 1973 und 1974 Sekretär für Allgemeine Petrochemische Arbeiten des Kommunistischen Jugendverbandes Chinas in Peking. 1974 wechselte er zum Petrochemischen Unternehmen Yanshan in Peking und war dort zunächst bis 1983 stellvertretender Sekretär des Parteikomitees der Chemiefabrik Qianjin, ehe er zwischen 1983 und 1984 stellvertretender Sekretär des Parteikomitees des Gesamtunternehmens war.
Nachdem Tian von 1984 bis 1988 Sekretär des Parteikomitees im Pekinger Stadtbezirk Xicheng war, fungierte er zwischen 1988 und 1997 als stellvertretender Sekretär des Parteikomitees der Provinz Qinghai. Danach war er von 1992 bis 1993 Vizegouverneur der Provinz Qinghai sowie zugleich zwischen Dezember 1992 und 1993 kommissarischer Gouverneur dieser Provinz. Auf dem XIV. Parteitag der Kommunistischen Partei Chinas wurde er 1992 Kandidat des Zentralkomitees (ZK) der Kommunistischen Partei Chinas und 1993 zudem Deputierter des Nationalen Volkskongresses, dem er nach seiner Wiederwahl 1998 in den achten und neunten Legislaturperiode bis 2003 angehörte.
1993 wurde Tian als Nachfolger von Jin Jipeng schließlich selbst Gouverneur von Qinghai und behielt diesen Posten bis zum 1. April 1997, woraufhin Bai Enpei ihn ablöste. Er selbst übernahm daraufhin im April 1997 von Yin Kesheng die Funktion als Sekretär des Parteikomitees der Provinz Qinghai und übte diese bis Juni 1999 aus. Danach wurde er auch in dieser Funktion wieder von Bai Enpei abgelöst. Auf dem XV. Parteitag 1997 wurde er zudem zum ersten Mal Mitglied des ZK der KPCH und gehörte diesem Gremium nach seinen Bestätigungen auf dem XVI. Parteitag 2002 und XVII. Parteitag 2007 bis zum XVIII. Parteitag 2012 an. Er war ferner zwischen 1998 und 1999 Vorsitzender des Ständigen Ausschusses des Volkskongresses des Provinz Qinghai.
Als Nachfolger von Hu Fuguo übernahm Tian Chengping im Juni 1999 den Posten als Sekretär des Parteikomitees der Provinz Shanxi und behielt diese Funktion bis zum 1. Juli 2005, woraufhin durch Zhang Baoshun seine Ablösung erfolgte. Er war zeitgleich von 1999 bis 2005 Mitglied des Ständigen Ausschusses des Parteikomitees der Provinz sowie zwischen 2000 und 2001 Vorsitzender des Komitees der Politischen Konsultativkonferenz des chinesischen Volkes der Provinz Shanxi. Darüber hinaus fungierte er zwischen 2003 und 2005 auch als Vorsitzender des Ständigen Ausschusses des Volkskongresses der Provinz Shanxi.
Im Juli 2005 wurde Tian Nachfolger von Zheng Silin Minister für Arbeit und soziale Absicherung im Staatsrat der Volksrepublik China und bekleidete dieses Ministeramt bis zur Auflösung im März 2008. Er war zugleich kraft Amtes von 2005 bis 2008 Sekretär der Parteiführungsgruppe des Ministeriums für Arbeit und soziale Absicherung sowie ferner zwischen 2005 und 2008 Stellvertretender Direktor des Gesamtchinesischen Arbeitsausschusses für das Alter. Zuletzt war er von 2008 bis 2012 Stellvertretender Direktor der Zentralen Führungsgruppe des ZK für ländliche Arbeit.